# Leptodactylus marambaiae
Leptodactylus marambaiae är en groddjursart som beskrevs av Eugenio Izecksohn 1976. Leptodactylus marambaiae ingår i släktet Leptodactylus och familjen tandpaddor. IUCN kategoriserar arten globalt som livskraftig. Inga underarter finns listade i Catalogue of Life.